# Athemistus barretti
Athemistus barretti är en skalbaggsart som beskrevs av Carter 1926. Athemistus barretti ingår i släktet Athemistus och familjen långhorningar. Inga underarter finns listade.